# Aechmea carvalhoi
Espèce
Classification phylogénétique
Synonymes
- Lamprococcus carvalhoi (E.Pereira & Leme) L.B.Sm. & W.J.Kress

Aechmea carvalhoi est une espèce de plantes de la famille des Bromeliaceae, endémique de la forêt atlantique (mata atlântica en portugais) au Brésil.

## Synonymes
- Lamprococcus carvalhoi (E.Pereira & Leme) L.B.Sm. & W.J.Kress[2].